# Seigneurie de Mirabel

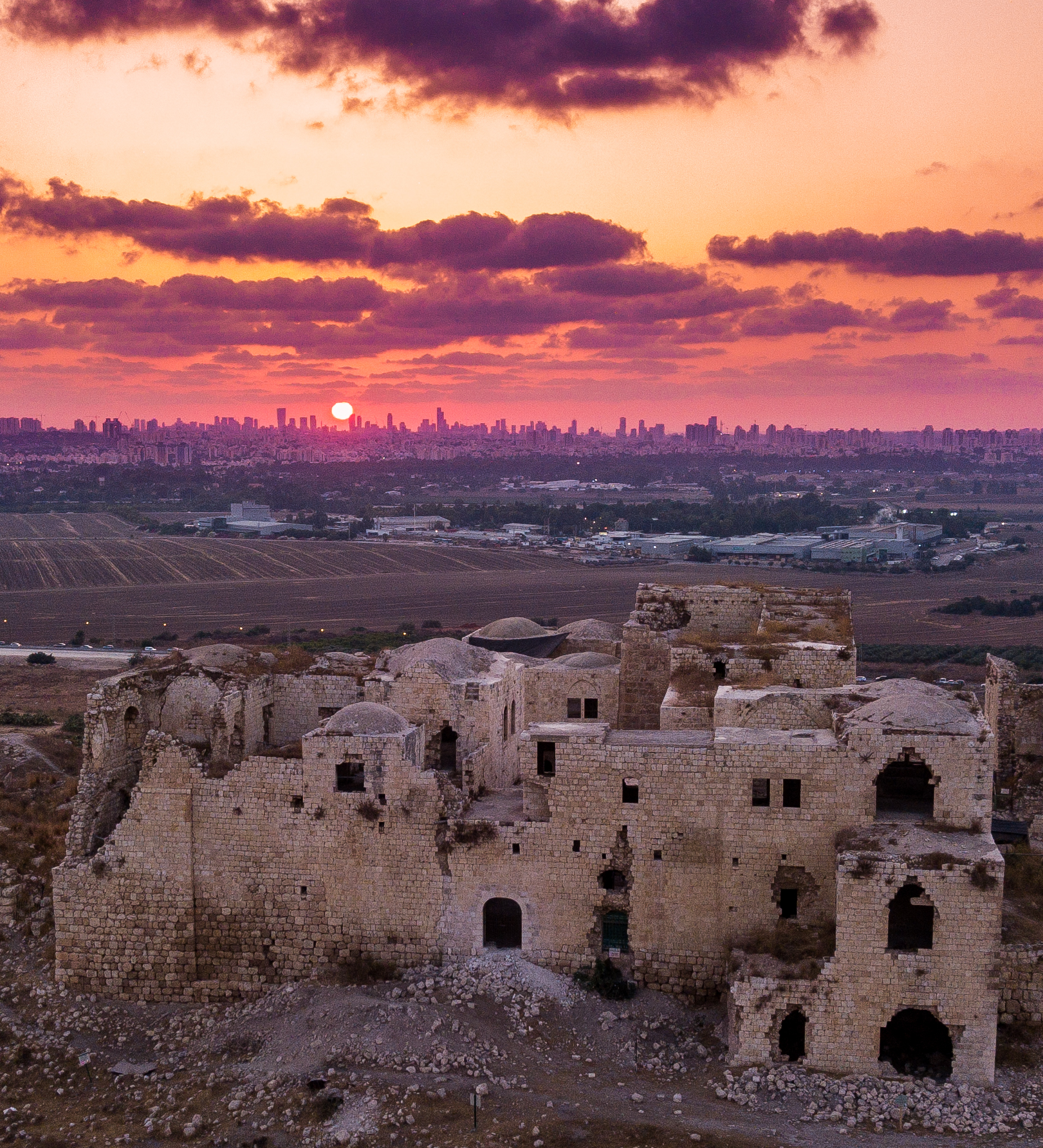
La forteresse de Mirabel. Elle a fait l'objet de restaurations par les ottomans au XVIIIe siècle.

La seigneurie de Mirabel, située près de l'actuelle Tel Aviv-Jaffa en Israël, est un des fiefs du royaume de Jérusalem.

## Histoire
La forteresse de Mirabel fut conquise dans la première décennie du royaume croisé et intégrée dans le comté de Jaffa. Après la révolte d'Hugues II du Puiset, comte de Jaffa, elle devint le siège d'une seigneurie donnée à Balian d'Ibelin. Elle fut conquise en 1187 par Saladin.

## Géographie
C'est la seigneurie la plus au nord du comté de Jaffa sur le territoire de la commune israélienne de Rosh HaAyin.
Le village arabe de Majdal Yaba qui entourait la forteresse jusqu'en 1948, a disparu après sa conquête pendant la guerre israélo-arabe de 1948-1949.

## Féodalité
Suzerain : comte de Jaffa

## Liste des seigneurs
- 1135-1151 : Barisan d'Ibelin († 1151), seigneur d'Ibelin
- 1151-1186 : Baudouin d'Ibelin († 1187), seigneur de Rama, second fils de Barisan.
- 1186-1187 : Thomas d'Ibelin († 1188), seigneur de Rama, fils du précédent.